# Cristallino di Misurina
A Cristallino di Misurina vagy Monte Cristallino, régi német nevén Kristallinospitze az észak-olaszországi Dolomitokban található Cristallo-hegység egyik hegycsúcsa. Tengerszint feletti magassága 2775 méter. Elsőként Paul Grohmann és Georg Ploner mászta meg 1864. augusztus 16-án. A csúcs a hegymászók és kirándulók kedvelt célpontja, csúcsára jelzett túraúton lehet feljutni.

## Fekvése
A Cristallino di Misurina hegycsúcs a Cristallo-hegység északkelet felé kifutó főgerincének záró tömbje. A tőle nyugatra fekvő Felső-Popena-völgy (Val Popena alta) völgy fölé tornyosul. A Felső-Popena-völgy elválasztja a főgerincet és a Cristallino di Misurina tömbjét a Cristallo-hegység nyugati előhegyeitől, a Misurina-csúcsoktól (Pale di Misurina). A Cristallino di Misurina kiugró tömbje északi irányból, a Höhlenstein-völgyből, a Dürren-tó felől érkezőknek, és a Schluderbach településről feltekintőknek karakteresen szembetűnik. A Cristallo főgerince hasadékokkal szabdalt nagy tömbök sorozatából áll. Délnyugat felé tovább halad a 2898 m magas Punta Michele csúcsig, és kifut a 3142 m magas Piz Popenáig.
A Cristallo di Misurina és a Punta Michele csúcsokat a 2590 m magas Michele-csorba (Forcella Michele) választja el egymástól. A csúcs ma használatos legkönnyebb mászóútja ezen keresztül vezet. A csúcstól északra fekszik két törmelékvályú, a Cristallino-völgy (Val Cristallino) és Banche-völgy (Val Banche), ezek az Alsó-Popena-völgy (Val Popena bassa) mellékvölgyei. A csúcstól nyugatra a Cristallo-kárvölgy (Circo del Cristallo) fekszik, melyet egykori gleccserek vájtak ki.

## Meghódítása

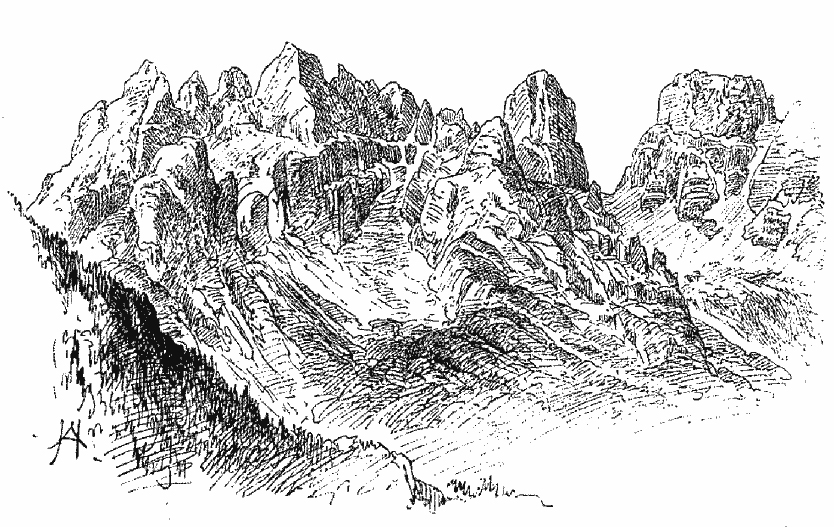
A Monte Cristallino látképe a Dürren-tótól (Anton P. Heilmann rajza W. Eckerth könyvében)

A Monte Cristallino csúcsát elsőként Paul Grohmann és Georg Ploner mászták meg, 1864. augusztus 16-án. Ők a Felső-Popena-völgy mellékvölgyéből, a szűk Banche-völgyből (Val Banche) indultak. A csúcsot ebben az időben „Kristály-csúcsnak” (Cristallinspitze) nevezték, korabeli kutatók feljegyzéseiben e néven szerepel. Magasságát az első becslések 2840 méterre tették. Wenzel Eckerth német kutató 1879-ben mászta meg a csúcsot, a helybéli Michel Innerkofler hegyi vezetővel, ugyancsak a Val Banche felől, Grohmann útvonalát követve. 1891-ben megjelent könyvében így írt benyomásairól:
„(A csúcs) …egy hatalmas sziklavidék legmagasabb kiemelkedéseként tűnik elénk, melyet mélyen beléhasító csorbái és karcsú, feltornyosuló ormai egy pusztulóban lévő óriás gótikus építményhez tesznek hasonlatossá, melynek rettentő falai a szédítő 1400 méteres magasságba tornyosulnak a völgytalp fölé.”
A Cristallino előhegyeinek csúcsait a 20. században sorban egymás után meghódították. A Punta Elfie-t (2739 m), a Punta Clementinát és a Punta Moscát 1913-ban Luigi Tarra mászta meg (mindhárom mászóút III. nehézségi fokú, az UIAA-skála szerint). Az első világháború alatt a kutatás szünetelt. Az 1915–18-as magashegyi háború idején a kiváló körkilátást nyújtó hegycsúcs, a Cristallo-hegység egészével együtt olasz kézre került, csúcsán katonai megfigyelőpont létesült.
1938-ban Sandro Del Torso és Scarpa Idle mászták meg elsőként a mai Punta Idle csúcsát, annak délkeleti falán át (UIAA szerint V. nehézségű úton). 1968-ban Alziro Molin és Andrea Pandolfo az északkeleti hasadékon át feljutottak az utóbb Molin-harangtoronynak (Campanile Molin) elnevezett torony csúcsára, az UIAA-skála szerint VI. nehézségi fokozatú utat leküzdve.

## A csúcsra vezető út
Jól jelzett, biztonságos, de megerőltető, tehát kitartást igénylő út vezet a csúcsra. A túrát vagy a Misurina-tótól vagy 2,5 km-rel északabbra, a Popena-völgy kijáratában, 1659 m magasan fekvő Ponte Val Popena alta nevű lakott hely hídjától lehet indítani. A Misurina-tótól indulók a 224. számú túraúton haladva 2140 m magasan átkelnek a Pale di Misurina gerincén. A Ponte Val Popena alta hídjától indulók a 222. számú túraúton a Popena-völgyön át kapaszkodnak felfelé. A popena-völgyi út egyben a 3. számú Dolomiti magashegyi túraút egyik szakasza is. A két út a Felső-Popena-völgyben, a Popena-pataknál (Rio Popena) összetalálkozik, 2030 méter magasságban. Innentől meredeken kapaszkodó ösvény vezet a „Barakkok völgyén” (Val delle Baracche) át, előbb törmelékmezőn, majd szilárd sziklatalajon. Egy rövid kéményen is át kell mászni (UIAA-skála szerint I. nehézségi fokozatú). A felmenet időigénye hat óra, az úton nem találunk menedékházat vagy más támaszpontot. A csúcsról páratlan kilátás nyílik észak felé, Schluderbachra, a Höhlenstein-völgyre, a Dürren-tóra és a környező hegyekre. Közvetlen közelről szemlélhetjük a Cristallo-hegység főcsúcsait, a Piz Popenát és a Monte Cristallót. A látvány, Paul Grohmann 19. században írt feljegyzése szerint „nagyszerű és vad”.